# 明天曆
《明天曆》，是中国古代曆法，北宋使用的第六部历法，屬於陰陽曆。
周琮见《崇天曆》气节加时后天半日、五星之行差半次、日食之候差十刻，于是撰写《明天曆》，将岁实（回归年）减小。宋英宗治平元年（1064年）修成。治平二年（1065年）颁布施行。《明天曆》计算不密，只用三年即罢。治平四年（1067年），重新被《崇天曆》取代。